# Championnat d'Europe de roller in line hockey 2006
L'édition 2006 du Championnat d'Europe de roller in line hockey (hockey en patins à roues alignées) s'est déroulée les 3, 4 et 5 novembre 2006 à Rouen, en France.

## Équipes engagées
- Belgique
- Allemagne
- République tchèque
- Italie
- France

La Grande-Bretagne et l'Espagne se sont désistées.

## Formule
Du fait du manque d'équipe, le titre est attribué aux points (2 pour une victoire, 1 pour un match nul, 0 pour une défaite).

### Résultats
|       |                    |    |   |   |                    |
| 03/11 | Belgique           | 4  | - | 6 | Allemagne          |
| 03/11 | Italie             | 0  | - | 4 | République tchèque |
| 03/11 | France             | 17 | - | 0 | Belgique           |
| 03/11 | Allemagne          | 3  | - | 9 | République tchèque |
| 04/11 | Belgique           | 2  | - | 5 | Italie             |
| 04/11 | France             | 8  | - | 0 | Allemagne          |
| 04/11 | République tchèque | 8  | - | 1 | Belgique           |
| 04/11 | Italie             | 1  | - | 8 | France             |
| 05/11 | Allemagne          | 5  | - | 4 | Italie             |
| 05/11 | République tchèque | 2  | - | 2 | France             |

### Bilan
Classement final : 
|     | Equipe             | Points | Buts + | Buts - | Diff. |  |
| 1er | France             | 7      | 35     | 3      | 32    |  |
| 2e  | République tchèque | 7      | 23     | 6      | 17    |  |
| 3e  | Allemagne          | 4      | 14     | 25     | -11   |  |
| 4e  | Italie             | 2      | 10     | 19     | -9    |  |
| 5e  | Belgique           | 0      | 7      | 36     | -29   |  |

La France est championne d'Europe.